# Nicanor de Carvalho
Nicanor de Carvalho, född 9 februari 1947, död 28 november 2018, var en brasiliansk fotbollsspelare och tränare.
Han blev utsedd till J.League "Manager of the Year" 1996.